# Laufwasserkraftwerke an der Glatt

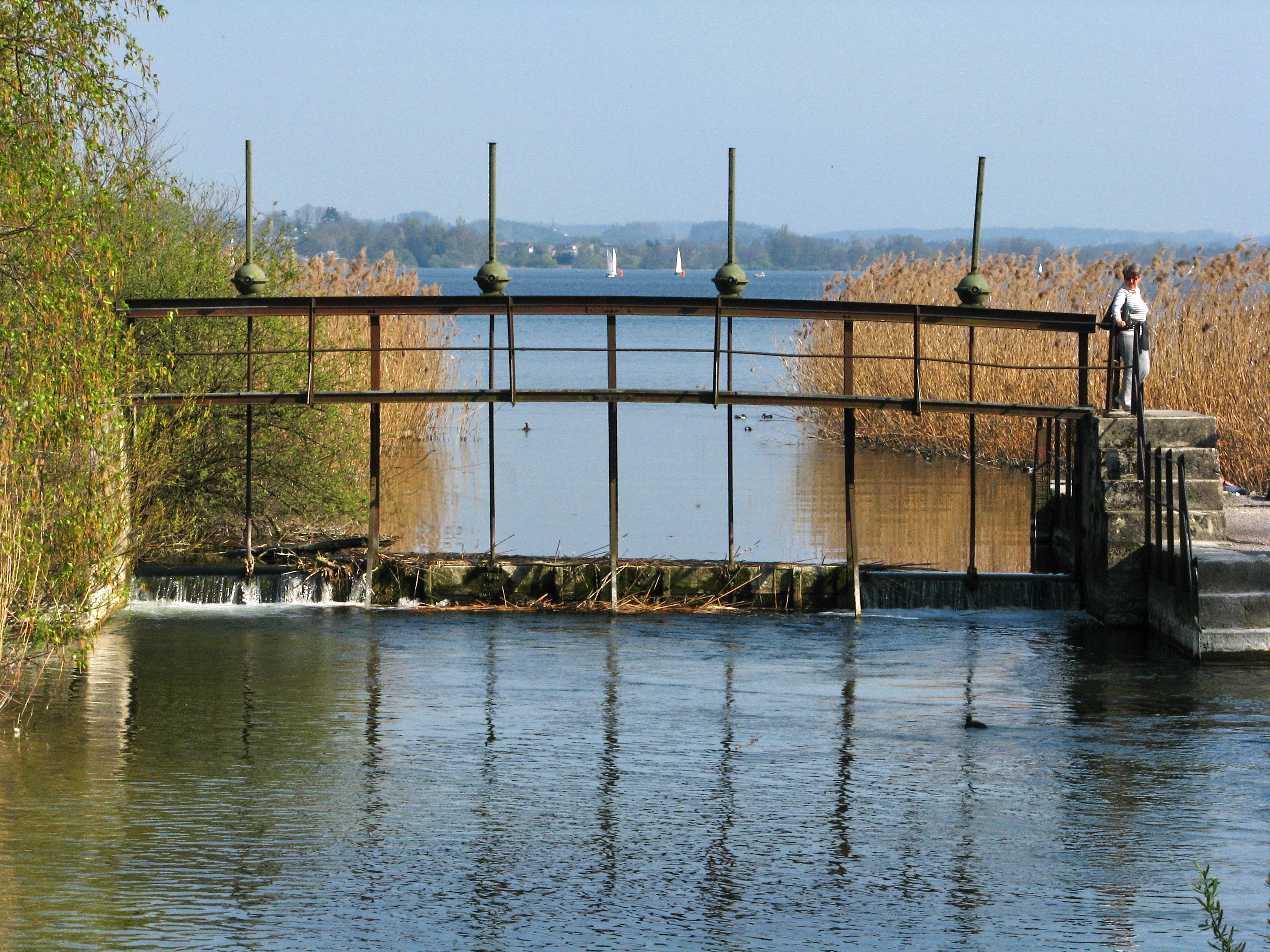
Glattregulierung beim Greifensee

Die Laufwasserkraftwerke an der Glatt nutzten das Wasser der Glatt vom Greifensee (436 m ü. M.) 38,5 Kilometer flussabwärts durch das Zürcher Unterland bis zur Mündung (335 m ü. M.) in den Rhein bei Rheinsfelden fast durchgehend.

## Frühindustrialisierung

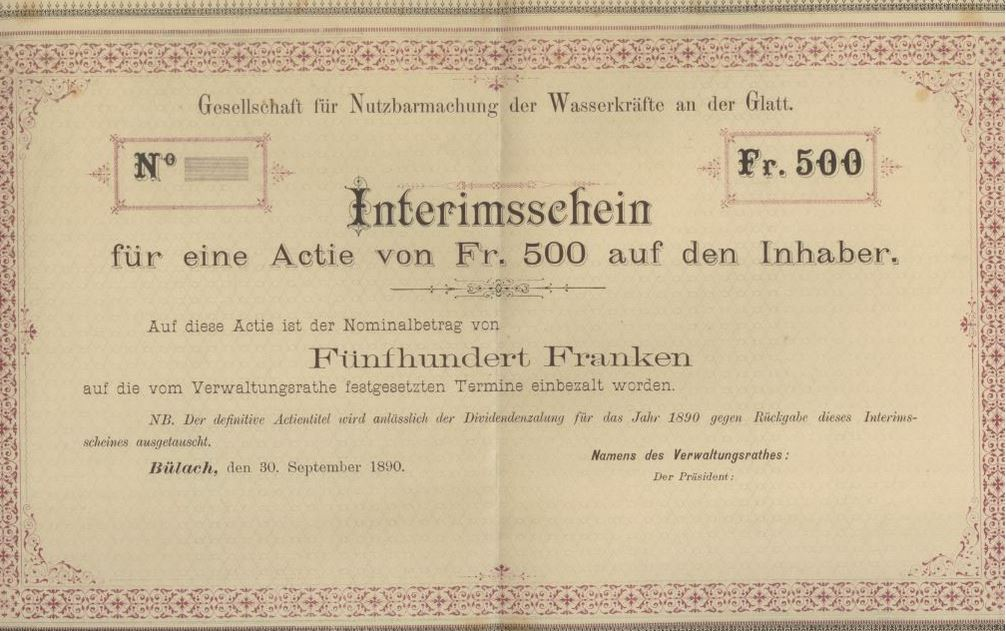
Aktie der Gesellschaft für Nutzbarmachung der Wasserkräfte an der Glatt 1890

Das relativ starke Gefälle im Unterlauf der Glatt ab Niederglatt (418 m ü. M.) wurde bereits im Mittelalter wirtschaftlich genutzt, um Wassermühlen zu betreiben. Ab dem 15. Jahrhundert übte die Stadt Zürich die Hoheit über die Glatt aus (1462 Glattordnung im Stadtbuch). Im 16. Jahrhundert delegierte der Rat die Flussaufsicht an zwei sogenannte Glattvögte. 1593 erfolgte der erste Korrektionsversuch der mäandrierenden Glatt. Im 17. Jahrhundert wurde versucht, die häufigen Überschwemmungen, die oft Zerstörungen an den Wasserwerken verursachten, durch Begradigung des Flusses zwischen Wallisellen und Oberglatt zu verhindern.
1807 bestanden vom Greifensee bis zum Rhein 13 Mühlen. Ab 1816 kam die industrielle Nutzung der Wasserkraft auf, vornehmlich durch Spinnereien. Die mechanische Krafterzeugung wurde in der zweiten Hälfte des 19. Jahrhunderts von Wasserrädern auf die effizienteren Turbinen umgestellt.
Die grossen Überschwemmungen durch die Glatt von 1876, 1878 und 1881 führten dazu, dass 1876 das zürcherische Gesetz über Flusskorrektionen angenommen wurde und mit Hilfe des Bundes der Fluss zwischen 1878 und 1895 durchgehend korrigiert wurde.
Die Glattkorrektionen ermöglichten bis 1900 eine Steigerung auf 18 Wasserwerke, wovon acht Mühlen sowie Spinnereien, Zwirnereien, Webereien und das Elektrizitätswerk Herrenwies in Hochfelden.
Ab 1890 wurden die Turbinen mit Generatoren versehen und die mechanische Energie durch Elektrizität ersetzt. Um 1900 erreichten die Wasserwerke für die Stromerzeugung am unteren Glattlauf eine Leistung von 1500 kW.
Im Jahr 1936 wurden mit dem Gesetz über die Tieferlegung der Glatt die Voraussetzungen für eine endgültige Abhilfe gegen Überschwemmungen geschaffen. Die Tieferlegung des Flusses von Niederglatt bis zur Einmündung erfolgte in den Jahren 1975 bis Anfang der 1980er Jahre. Nach der Korrektion Niederglatt-Rhein 1975 verschwanden die Wasserwerke endgültig.

## Geschichte der Wasserkraft im Zürcher Unterland

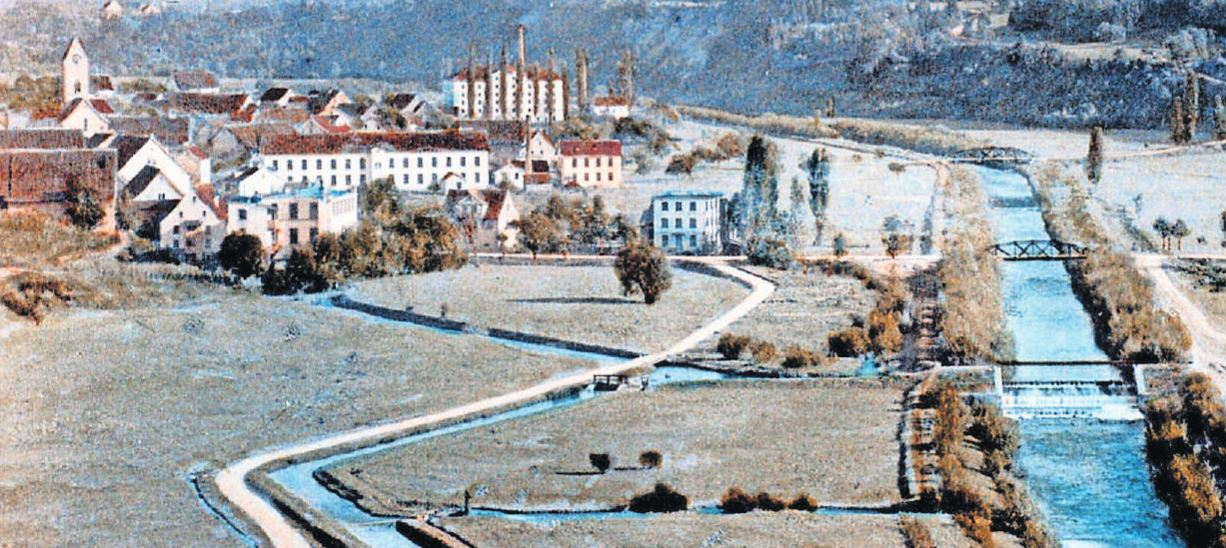
Glattfelden um 1900, von links: Zwirnerei, Weberei, Spinnerei, Licht- und Kraftwerk

Die Greifenseewuhr-Gesellschaft wurde 1890 als Interessenverband der Wasserrechtsbesitzer an der Glatt gegründet. Sie wurde 1937 in eine Genossenschaft umgewandelt und 1980 aufgelöst. 1891 liess sie beim Glattabfluss ein Regulierungsstauwehr errichten, mit dem der See bei Niederwasser um einen Meter gestaut werden konnte. Durch die Korrektion der Glatt und das Wehr wurde der mittlere Pegel des Sees um rund 80 Zentimeter gesenkt. Der Abfluss sollte bei niedrigem Wasserstand 2 m³ per Sekunde betragen, damit die Industriebetriebe an der Glatt in trockenen Zeiten über ausreichend Wasser verfügen konnten.
Die Obere Mühle in Dübendorf (Oberdorf) wurde erstmals 1368 erwähnt. 1821 wurde an der Stelle des Vorgängerbaus das heutige Mühlegebäude errichtet. 13 Jahre später kam das heute noch bestehende Wasserrad hinzu. 1962 wurde die Mühle aus finanziellen Gründen stillgelegt. Der Gebäudekomplex bestand aus dem Haupthaus, der Senfmühle, der alten Schmitte, dem Ökonomiegebäude und der 1978 abgebrannten Scheune. Seit 1990 wird die Mühle von der Stiftung Obere Mühle als Kulturzentrum betrieben.
Die denkmalgeschützte untere Mühle Birchlen in Dübendorf (Unterdorf) wurde 1806 gebaut und 1836 auf der anderen Glattseite die neu gebaute «alte Spinnerei Homberger» (vorher Hanhart). Die Mühle Birchlen wird von einem Zuppingerrad (∅ 4,20 m, Breite 4,50 m) angetrieben. 1864 erlaubte der Regierungsrat dem Besitzer Homberger & Cie. anstatt der bisherigen vier Wasserräder (zwei links am Kanal für die Mühle, das dritte rechts für die Dreschmaschine, das vierte oberhalb rechts am Kanal für die Säge) ein einziges grosses Wasserrad neben dem Mühlegebäude zu erstellen.
Die Chemische Fabrik Flora AG begann 1900 in Dübendorf Riechstoffe herzustellen und wurde 1945 in Esrolko AG umgetauft. 1948 kaufte Givaudan den Aromenhersteller Esrolko.
Die Seiden- und Baumwollzwirnerei Zwicky & Co im Neugut, Wallisellen (1840–2001), und die ebenfalls am Fabrikkanal der Glatt gelegene Herzogenmühle bildeten die Eckpfeiler der Industrialisierung Wallisellens. Ab 1851 wurde ein neuer, erweiterter Fabrikkanal gebaut, um die Wasserkraft der Glatt nutzen zu können. Glatt und Chriesbach versorgten mittels einer Turbine den Betrieb der Zwicky & Co mit Energie. Die Absenkung der Glatt wegen des Autobahnbaus von 1973 führte zum Verlust der Wasserkraft im Neugut.
Die 1293 erstmals erwähnte Herzogenmühle (1817–1923, seit 1894 zu Wallisellen gehörend) bildete einen wichtigen und volkswirtschaftlich bedeutenden Teil der Grundherrschaft des Grossmünsterstifts in Schwamendingen. Im 18. Jahrhundert konnte der Betrieb dank der gut erschlossenen Wasserkraft der Glatt um eine Sägerei, Schleiferei, Hanf- und Flachsstampferei und eine Tabakfabrik erweitert werden. Nach dem Brand von 1808 wurde sie zu einer Baumwollspinnerei umgebaut und später eine Stofffärberei und -druckerei eingerichtet. Mit dem Tod des letzten Fabrikanten Emil Zuppinger wurde der Betrieb 1923 eingestellt.
2009 wurde in der Herzogenmühle von der Herzogenmühle Wasserkraft AG eine Kleinkraftwerkanlage mit einem mittelschlächtigen Wasserrad (5,2 Meter Durchmesser, Fallhöhe 2,6 Meter) in Betrieb genommen, das 30 Haushalte mit jährlich 150'000 kWh Ökostrom versorgen kann.
Die Mühle Opfikon befand sich etwas ausserhalb des Dorfes Opfikon gegen die Glatt hin und war mit dem 1325 erwähnten Fronhof verbunden. Das Wasserrad wurde von einem Seitenbach der Glatt und einem damit verbundenen Weiher gespiesen.
Die Mühle Glattbrugg wurde 1303 erstmals erwähnt. Nach Abschluss der Glattkorrektion 1890 ersetzten Turbinen die alten Mühleräder und dienten von 1894 bis 1912 der Kunstseidenspinnerei Lehner sowie von 1912 bis 1970 der Teppichfabrik Hauser.
Die Mühle Oberglatt wurde 1817 vom Staat Zürich im Rahmen einer Glattkorrektion gekauft. Weil sie nachteilig auf den Wasserstand der Glatt eingewirkt hatte, wurde sie abgebrochen.
Die Mühle Hofstetten gehörte im 14. Jahrhundert den Herren von Rümlang. Sie wurde um 1817 ebenfalls vom Staat gekauft. Er liess die Mühle neu erbauen, deren Gefälle absenken und neue Wässerungskanäle neben der Mühle erbauen, bevor er sie wieder verkaufte. Gleichzeitig wurde das Glattbeet von Hofstetten bis Niederglatt neu ausgegraben.
Die Mühle Rümlang diente als Getreide- und Lohmühle, Säge, Hanfreibe, Oele und Relle. In der Mitte des Mühlekanals befand sich die Aalstube, wo Aale angeschwemmt wurden, wenn der Müller die Schleusen öffnete. Im 18. Jahrhundert wurden Aale aus der Glatt als Delikatesse bis an den Wiener Hof exportiert. Im 19. Jahrhundert stellten Mühle und Sägerei die wichtigsten Arbeitgeber im Dorf dar. 1908 wurde die Genossenschaft Elektrizitätswerk Rümlang gegründet. Die Mühle brannte 1911 nieder, und die Sägerei wurde nach dem Zweiten Weltkrieg aufgegeben.
Das Augustinerkloster Sankt Martin am Zürichberg (Zürich-Fluntern) vermachte 1411 dem Müller Ulrich Folkhart die Mühle Niederglatt als Lehen und half ihm finanziell beim Wiederaufbau. Folkhart verpflichtete sich dafür, zwei funktionierende Mühlen und eine Relle mit Mühlehaus, Rädern, Mahlsteinen, Kett und Wuhr zu errichten.
Der Baumwollhändler J. G. Blum von Winterthur kaufte 1835 die Spinnerei Oberhöri. Das Turbinenhaus wurde 1874 an der Glatt erbaut. Die Spinnerei wurde 1889 von der Spinnerei Blumer in Freienstein erworben. 1892 wurde eine elektrische Turbine von Rieter eingebaut. Die Kanäle wurden 1979 aufgefüllt, und das Turbinenhaus wurde 1986 abgebrochen.
Die Spinnerei Jakobstal (1819–1983) siedelte sich am Glattlauf bei Bülach an. 1889 wurde sie von der Spinnerei Blumer in Freienstein gekauft.
Die Baumwollzwirnerei Hochfelden wurde 1868 (Stilllegung 1962) in Hirslen, Hochfelden gebaut und elektrifiziert. Dort stand früher die Sägerei Hirslen, die vom Glattwasser über Mühlräder angetrieben wurde.
Die Martinsmühle in Hochfelden wurde im 13. Jahrhundert vom Zisterzienserkloster Wettingen erworben. Mit der Glattkorrektion 1975 bis 1981, bei der das Flussbett 100 m nach Osten verschoben wurde, wurde der Dorfkern umgestaltet.
Die ersten Kraftwerke wurden vom Zürcher Ingenieur Conrad Arnold um 1889 an der Glatt geplant (Burenwisen und Herrenwies). Die Konzessionen erteilte der Kanton 1889 und die Gemeinde Bülach 1891.
1890 wurde die Gesellschaft für Nutzbarmachung der Wasserkräfte an der Glatt AG, Herrenwies, gegründet. Das erste Kraftwerk Herrenwies in Hochfelden nutzte 12 Meter Gefälle. Das Wasser der Glatt wurde nördlich von Hochfelden in einen Kanal abgeleitet, der am Waldrand des Strassbergs westlich der Glatt entlang zur Stromerzeugung im Elektrizitätswerk Herrenwies im Einfang diente.
Das zweite Werk Herrenwies lieferte von 1890 bis 1910 Strom über eine Überlandleitung an die Maschinenfabrik Oerlikon. 1916 entstand daraus die elektro-chemische Industrie Herrenwies (ab 1940 Kunstharzfabrik Gebrüder Stüdli, die «Bakelit» herstellten).
Das Kraftwerk Burenwisen in Glattfelden nutzte 7 Meter Gefälle und lieferte 1891 erstmals Strom nach Bülach. Die 1896 gegründete Gesellschaft für Elektrizität AG in Bülach verkaufte das Werk später an die EKZ. Das Kraftwerk wurde 1976 stillgelegt. Es ist heute das EKZ-Museum Stromhaus.
Die Spinnerei und Weberei AG (SWG) in Glattfelden der Zürcher Familie Syz, die eine grosse Weberei in Dietikon besass, entstand auf einem ehemaligen Müllerareal. Dazu gehörten die 1855 errichtete Spinnerei an der Strickstrasse und die 1867 entstandene Weberei. Die Weberei wurde 1981, die Spinnerei 1983 geschlossen. 1896 wurde die Baumwollzwirnerei J. Salzmann-Däniker gebaut (1964 geschlossen).
Die 1898 gegründete Genossenschaft Licht- und Kraftwerk (GLK) Glattfelden übernahm die Mühle Gloor. Anstelle des alten Mühlerads lieferten zwei Rieter-Turbinen mit 20 und 30 PS ab 1899 Strom für Dreschmaschine, Mühle, Sägewerk, Strassenbeleuchtung und Hausinstallationen.
In Zweidlen (Glattfelden) entstand 1865 die Garnspinnerei Letten. Sie musste 2006 die Produktion einstellen. Im Werkstattgebäude (Assekuranz-Nr. 345) befand sich eine Drillingsfrancisturbine, um den Wasserfluss von 4,5 m³ zu turbinieren.

## Wasserkraftanlagen vom Greifensee bis zur Rheinmündung
Legende: ID = Wasserrecht, Kat. = Bruttogefälle, Typ = Leistung in Megawatt
| ID  | Foto |                 | Objekt                                                                                     | Kat. | Typ | Standort                                                    | Beschreibung |
| --- | ---- | --------------- | ------------------------------------------------------------------------------------------ | ---- | --- | ----------------------------------------------------------- | ------------ |
|     | ja   | Datei hochladen | Regulierungswehr der Greifenseewuhr-Gesellschaft 1891                                      |      |     | Greifensee 691923 / 247593                                  |              |
| 1   | ja   | Datei hochladen | Obere Mühle Dübendorf 1368, 1821                                                           | 1.1  |     | Dübendorf (Oberdorf) 689498 / 250063                        |              |
| 4   | ja   | Datei hochladen | Untere Mühle Birchlen 1806                                                                 |      |     | Dübendorf (Unterdorf) 688819 / 250533                       |              |
| 89  | ja   | Datei hochladen | Chemische Fabrik Flora, Esrolko, Givaudan 1900                                             |      |     | Dübendorf 688508 / 250639                                   |              |
| 196 | ja   | Datei hochladen | Wehr «Hochbord» mit Fischtreppe, Wasserentnahme Grindelweier und Fabrikkanal Herzogenmühle |      |     | Giessen, Wallisellen 688147 / 250708                        |              |
| 99  | ja   | Datei hochladen | Fabrikanlage Neugut Zwicky & Co                                                            |      |     | Neugutstrasse, Wallisellen 687823 / 251025                  |              |
| 95  | ja   | Datei hochladen | Herzogenmühle 1293, 1817–1923, Kleinkraftwerk 2009                                         | 2.6  |     | Wallisellen 686128 / 251772                                 |              |
|     | ja   | Datei hochladen | Mühle Opfikon, Fronhof 1325                                                                |      |     | Opfikon 685573 / 253995                                     |              |
| 70  | ja   | Datei hochladen | Mühle Glattbrugg 1303, Kunstspinnerei Lehner 1894–1912, Teppichfabrik Hauser 1912-1970     |      |     | Glattbrugg 684861 / 254337                                  |              |
|     | ja   | Datei hochladen | Mühle Hofstetten 14. Jh.                                                                   | 1.9  |     | Hofstetten 680647 / 259583                                  |              |
|     | ja   | Datei hochladen | Mühle Rümlang                                                                              |      |     | Rümlang 682794 / 256492                                     |              |
|     | ja   | Datei hochladen | Mühle Niederglatt 1411                                                                     |      |     | Niederglatt 680345 / 260611                                 |              |
|     | ja   | Datei hochladen | Spinnerei Oberhöri 1835, Turbinenhaus 1874–1986                                            |      |     | Oberhöri 679775 / 261765                                    |              |
|     | ja   | Datei hochladen | Spinnerei Jakobstal 1819–1983                                                              |      |     | Bülach/Hochfelden 681711 / 263400                           |              |
| 57  | ja   | Datei hochladen | Zwirnerei Hochfelden                                                                       |      |     | Hirslen, Hochfelden 681647 / 264073                         |              |
|     | ja   | Datei hochladen | Martinsmühle 13. Jh.                                                                       |      |     | Hochfelden 681224 / 264208                                  |              |
| 55  | ja   | Datei hochladen | Elektrizitätswerk Herrenwis 1889, 1890–1910, Gebrüder Stüdli 1940                          | 12   |     | Im Einfang, Bülach 681509 / 266195                          |              |
| 36  | ja   | Datei hochladen | Elektrizitätswerk Burenwisen 1891–1976, EKZ-Museum                                         | 7    |     | Glattfelden 681586 / 266926                                 |              |
| 41  | ja   | Datei hochladen | Spinnerei Glattfelden 1855–1983                                                            |      |     | Strickstrasse, Glattfelden 679958 / 267736                  |              |
|     | ja   | Datei hochladen | Mühle Glattfelden 1254, 1625                                                               |      |     | Gottfried-Keller-Strasse 35-39, Glattfelden 679724 / 268001 |              |
| 42  | ja   | Datei hochladen | Weberei Glattfelden 1867–1981                                                              |      |     | Glattfelden 679661 / 268116                                 |              |
| 44  | ja   | Datei hochladen | Baumwollzwirnerei Salzmann-Däniker 1896–1964                                               |      |     | Glattfelden 679534 / 268325                                 |              |
| 43  | ja   | Datei hochladen | Mühle Gloor, Genossenschaft Licht- und Kraftwerk LKW 1898                                  |      |     | Glattfelden 679476 / 268277                                 |              |
| 52  | ja   | Datei hochladen | Spinnerei Letten 1865–2006                                                                 |      |     | Zweidlen, Glattfelden 678373 / 269269                       |              |

- Karte mit allen Koordinaten:
- OSM |
- WikiMap

## Ausstellung Stromhaus Burenwisen EKZ, Glattfelden
Das Stromhaus beherbergt eine Ausstellung von historischen und modernen Exponaten und aktuellen Strominformationen. Elektroapparate und technische Einrichtungen der vergangenen 100 Jahre können besichtigt werden. Experimente im Stromlabor und eine Tonbildschau sorgen für praktische Anschauung und Wissensvermittlung.

## Rhein-Glatt-Töss-Kraftwerk
Um den rasant steigenden Energiebedarf im Zuge der Industrialisierung und Elektrifizierung des Kantons Zürich decken zu können, kamen anfangs des 20. Jahrhunderts Pläne für ein grosses Wasserkraftwerk auf, das Rhein, Töss und Glatt verbinden sollte. Das Projekt sah zwei Stauseen vor, einen im Glattal bei Hochfelden, den anderen im unteren Tösstal bei Winterthur.
Das Projekt wollte die Wasserkraft der drei Flüsse zur Stromgewinnung nutzen. Bei der Mündung der Glatt in den Rhein war ein Stauwehr im Rhein als Niederdruckwerk mit drei Öffnungen von je 13 Meter Weite und 11 Meter Höhe und einer Schiffsschleuse vorgesehen. Zu Zeiten, in denen das Rheinwerk nicht voll belastet war, wollte man mittels Hochdruckpumpen Rheinwasser durch eine Druckleitung in den neuen Glattsee pumpen. Das Glattwerk war als Hochdruckanlage projektiert und der Stausee sollte 4,8 Millionen Kubikmeter Wasser fassen. Beim Bahnhof Glattfelden war eine Staumauer mit einer Höhe von rund 20 Metern und einer Länge von 385 Metern vorgesehen. Auch im unteren Tösstal bei Pfungen sollte ein Stausee mit Sperrmauer entstehen. Das Wasser wollte man durch einen 6,9 Kilometer langen Stollen in den Glattsee führen. Die beiden Stauseen wurden nie gebaut. Der Kanton Zürich bevorzugte andere Kraftwerkpläne. Gebaut wurde jedoch zwischen 1915 und 1920 das Rheinkraftwerk Eglisau-Glattfelden.